# Philoponella republicana
Philoponella republicana är en spindelart som först beskrevs av Simon 1891.  Philoponella republicana ingår i släktet Philoponella och familjen krusnätsspindlar. Inga underarter finns listade i Catalogue of Life.